# Liste der Kulturdenkmäler in Obererbach (Westerwald)
In der Liste der Kulturdenkmäler in Obererbach (Westerwald) sind alle Kulturdenkmäler der rheinland-pfälzischen Ortsgemeinde Obererbach (Westerwald) aufgelistet. Grundlage ist die Denkmalliste des Landes Rheinland-Pfalz (Stand 4. Mai 2023).

## Einzeldenkmäler
| Bezeichnung        | Lage                                   | Baujahr                  | Beschreibung | Bild            |
| ------------------ | -------------------------------------- | ------------------------ | --- | --------------- |
| Hofanlage          | Niedererbach, Im Gässchen 12 Lage      | 17. oder 18. Jahrhundert | Zweiseithof; Fachwerkbauten, teilweise massiv, teilweise verkleidet oder verschiefert, wohl aus dem 17. oder 18. Jahrhundert | Fotos hochladen |
| Bahnhof Obererbach | Obererbach, Hilgenrother Straße 2 Lage | 1886                     | Stationsgebäude; Typenbau, bezeichnet 1886, Fachwerk-Güterschuppen                                                           | Fotos hochladen |
| Tunnelportal       | Obererbach, nordöstlich des Ortes Lage | um 1883                  | historistisches Südportal des Marienthaler Tunnels, um 1883                                                                  | Fotos hochladen |